# Aganippe rhaphiduca
Aganippe rhaphiduca là một loài nhện trong họ Idiopidae.
Loài này thuộc chi Aganippe. Aganippe rhaphiduca được William Joseph Rainbow & Pulleine miêu tả năm 1918.